# Shogo Nishikawa
Shogo Nishikawa (født 1. juli 1983) er en japansk fodboldspiller, som spiller for den japanske fodboldklub FC Ryukyu.